# Sphenomorphus abdictus
Sphenomorphus abdictus är en ödleart som beskrevs av  Brown och ALCALA 1980. Sphenomorphus abdictus ingår i släktet Sphenomorphus och familjen skinkar. IUCN kategoriserar arten globalt som livskraftig.

## Underarter
Arten delas in i följande underarter:
- S. a. abdictus
- S. a. aquilonius